# José Lucas da Silva

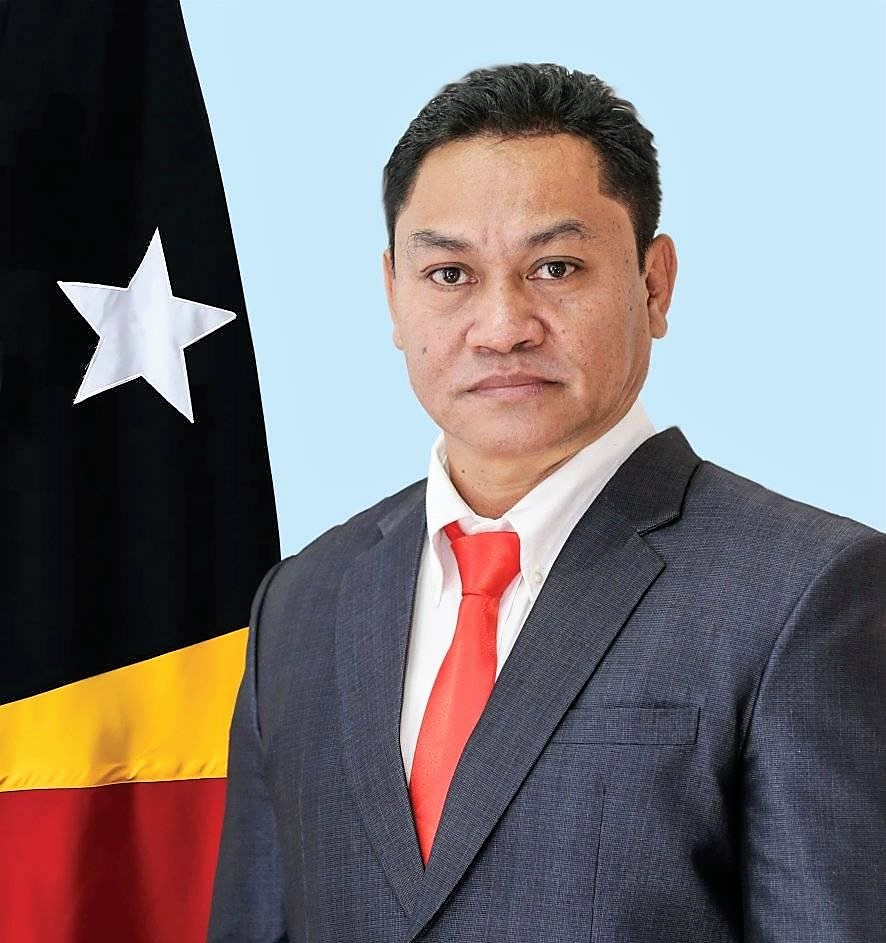
José Lucas da Silva (2020)

José Lucas do Carmo da Silva (* 2. März 1970) ist ein osttimoresischer Meeresbiologe, Hochschullehrer und Politiker. Silva ist Mitglied der FRETILIN.

## Werdegang
Von 1990 bis 1993 absolvierte Silva ein Ausbildungsprogramm für Meeres- und Fischereiwissenschaften bei der Sekolah Tinggi Ilmu Kelautan dan Perikanan in Jakarta.
Silva war von 1993 bis 1996 Beamter im Amt für Fischerei. Von 1996 bis 1998 studierte er Meeres- und Fischereiwissenschaft an der Universität Brawijaya im indonesischen Malang. Das Studium schloss er mit einem Ingenieurstitel ab. Von 1999 bis 2001 diente er beim UNHCR in Osttimor als Repatriation Officer, bevor Silva an der Heriot-Watt University in Edinburgh von 2001 bis 2003 studierte und mit einem Master of Science in Entwicklung und Schutz natürlicher Ressourcen abschloss. Von 2003 bis 2005 arbeitete Silva als National Program Officer der Japan International Cooperation Agency (JICA) mit der Zuständigkeit für die Planung, Einführung und Überwachung von Projekten auf dem Land und zur Entwicklung der Landwirtschaft. Dazu war er auch Koordinator der trilateralen Kooperation zwischen Osttimor, Japan und den  Philippinen unter Führung der JICA zur Entwicklung alternativer Agrarprodukte. In regionalen Konferenzen vertrat Siva JICA Osttimor. Zudem war er der Forschungskoordinator für eine Studie zum Wassermanagement der Region um den Nördlichen Lacló. Von 2006 bis 2007 trug Silva die Verantwortung für die nationale Volkszählung von 2010, für die Koordination der Forschung zur Bewertung der Bevölkerungsentwicklung und für Projekte zur Gleichberechtigung der Geschlechter, so für das Gesetz gegen Häusliche Gewalt. Unter anderem arbeitete er mit dem Bevölkerungsfonds der Vereinten Nationen (UNFPA) zusammen. Von Mai bis September 2008 war Silva Umweltberater für das Pipeline Task Force-Team mit der Verantwortung für die ökologischen und sozioökonomischen Belange im Zusammenhang mit den möglichen Auswirkungen der Entwicklung der Ölindustrie an der Südküste Osttimors.
Von 2008 bis 2013 studierte er an der schottischen Heriot-Watt University und erhielt seinen Ph.D. in Meeresbiologie und biologischer Ozeanographie. Seine Promotion trug den Titel „Ein objektiver Ansatz zur Bewertung des Umweltmanagements in der Offshore-Ölindustrie in Timorsee, Osttimor.“ 2014 arbeitete er als Fischereiexperte und 2015 als Ökosystemspezialist für das UNDP-Projekt zum Küstenschutz. An der 2015 gegründeten privaten João Saldanha University (JSU) in  Dili war Silva als Leitender Forscher und Dozent tätig. Seit Gründung der Fakultät für Fischerei und Meeresbiologie an der Universidade Nasionál Timór Lorosa'e (UNTL) im Jahr 2017 ist Silva ihr Dekan.
Mit der Umbildung der VIII. Regierung wurde Silva am 24. Juni 2020 zum Minister für Tourismus, Handel und Industrie vereidigt. Das Amt hatte er bis zum Ende der Legislaturperiode am 30. Juni 2023 inne.

## Familie
Der römisch-katholische Erzbischof von Dili Virgílio do Carmo da Silva ist einer der fünf Brüder von José Lucas.

## Veröffentlichungen (Auswahl)
- Preliminary assessment on Local Indigenous Knowledge of coastal community towards hydro-meteorological hazards and climate change impacts:Timor-Leste Case. UNESCO-CNIC, UNTL 2014.
- Mapping and Documenting Indigenous Knowledge in Climate Change Adaptation in East Timor. CNIC –UNTL 2015.
- Participations  of  East  Timor women’sin  Politics, research report.This research cooperated  between CNIC –UNTL and CAUCUS, 2014. As  prime  editor  and reviewer.
- Implementation of Portugueselanguage at tertiary educational level: Facts, challenges and possible solutions. CNIC –UNTL 2014. As essential editor and reviewer.
- Road Traffic Accidents  and Policy Interventions in Dili, East Timor. CNIC –UNTL 2015[1]